# Cabinet Mountains
Cabinet Mountains je horské pásmo na severozápadě Montany a severu Idaha, ve Spojených státech amerických. Je součástí Skalnatých hor.
Rozkládá se ze severozápadu na jihovýchod a má rozlohu přibližně 5 500 km2. Nejvyšším horou je Snowshoe Peak (2 663 m).
Severní část pohoří je součástí chráněné oblasti Cabinet Mountains Wilderness. Tuto část, mezi řekou Kootenay River na severu a Clark Fork River na jihu, tvoří zasněžené vrcholky hor, ledovcová jezera, údolí a průzračné potoky a říčky.